# Provincia di Nicolás Suárez
La provincia di Nicolás Suárez è una delle 5 province del dipartimento di Pando nella Bolivia settentrionale. Il capoluogo è la città di Porvenir.
Il nome della provincia è in onore di Nicolás Suárez Callaú (1861-1940) che possedeva la maggior parte degli odierni dipartimenti di Pando e Beni ai tempi del boom del caucciù.
Al censimento del 2001 possedeva una popolazione di 29.536 abitanti.

## Geografia antropica

### Suddivisioni amministrative
La provincia è suddivisa in 4 comuni:
- Bella Flor
- Bolpebra
- Cobija
- Porvenir